# Jakup Halil Mato
Jakup Halil Mato (Fterra, 16 settembre 1936 – Tirana, 30 agosto 2005) è stato un docente e critico letterario albanese.
Dopo il liceo a Argirocastro (ex liceo francese), è stato maestro e direttore di una scuola a Kuc (Valona). Compiuti gli studi presso l'Università di Tirana nel 1959, ha lavorato presso l'Istituto di Studi Pedagogici e, successivamente, presso il Ministero della Cultura e dell'Educazione, prima come specialista di letteratura, poi come caporedattore del giornale “Mesuesi” e direttore d'arte.
È stato membro del gruppo dell'Enciclopedia dell'Arte Albanese. Per molti anni ha insegnato estetica all'Università di Tirana e all'Alto Istituto delle Arti (noto oggi come Accademia d'Arte), di cui è anche stato direttore. È stato due volte direttore del Centro per gli studi delle Arti dell'Accademia scientifica. A partire dagli anni sessanta ha pubblicato un grande numero di articoli scientifici e di critica letteraria ed è stato docente e pubblicista di letteratura e d'arte.

## Libri
- Novità della letteratura albanese, Naim Frasheri. 1983 Bib.m+v 891983.01
- I paradossi della satira e della comicità, Toena. 2000 ISBN 99927-1-267-8
- Immagini, codici,rivelazioni. Stampata da l'accademia de la Scenca 2001 ISBN 99927-761-8-8
- Tra le vie dell'arte paraprofessionista. Stampata dall'Accademia Scenca 2004 ISBN 99943-614-2-2
- La poetica della drammaturgia e il pensiero estetico. Stampata dall'accademia scientifica Tirana 2005 ISBN 99943-763-2-2

## Articoli
- Appunti sulla raccolta dei racconti “L'odore della terra. In:" Zëri i rinisë"(La voce della gioventù) 13 agosto 1966.
- Appunti sulla raccolta dei racconti “Un fucile in più”. Novembre Nr 9 1967 f 128–139"(anche su “Articoli e studi per la letteratura attuale albanese.)V II Tiranë 1974 335–374)
- "Per una riflessione più profonda e più vasta dei fenomeni tipici". Novembre 1969, Nr. 9, S. 147–159.
- "Prosa corta, grandi problemi" . Lucce, 1967, 5. Marzo
- "Il detaio e la riflessione filosofica “Sulle vie dei cantieri”" La voce della gioventù. 11 marzo 1972
- ”Cronaca sul saso e altre tendenze del nostro romanzo”, novembre Nr 7 1972 P 28–39
- "L'accademia nazionale delle canzoni e balli folclorici in Svezia e Norvegia. "La nuova albanese.1976, Nr. 5, S. 32–33.
- "Il grande successo della nostra arte nei paesi scandinavi. Attività dell'academia nazionale delle canzoni e balli folclorici." Zëri i popullit, 1976, 12. Settembre
- “Il commissario Memo” articoli e studi sul romanzo. Tirana 1980 f. 81–88
- "Comicità e satira sulla poesia di Ismail Kadare. Studi filologici nr.14 1987 f 103–120
- Aspetti della satira di Migjeni. Studi filosoficci, 1988, Nr. 3
- Tramite il mondo interiore dei personaggi“ La balada di Kurbini" Drita 27 March 1988 f.6
- ”La poetica della comicità” (pregi ideoestetici della comicità e della satira nell'opera di Ditero Agolli)
- Ideoe "Folklordaki mizah ve hiciv artistik araclarinin niteligi" bei IV Milleterasi tuerk halk kueltuerue kongresi program ve bildiri oezetleri Ankara Türkei 1991 guardi p f 77
- "Satira contro il terrore nazionale". (Sull'opera di R.Kelmendi) nel quotidiano Rilindja (rinascimento)
- “Istituto albanese di studi e arte” bei „Aks“ Nr 19–20 1995
- "Gjergj Fishta per l'arte. Sezione scientifica. ”L'opera di [Gjergj Fishta]” seminario nr.XVIII Tirana 1996 -”per le commedie di Kristo Floqi” in “La letteratura come tale”, istituto ling-lett.cof.scientifica 28.-29. März Tiranë 1996 f. 373–379
- "Polemica Konica Noli negli anni 1920-30( „Pajtimi“ Nr S. 35–49 1997
- "La miniatura dei libri manoscritti - grandi pregi artistici- “Rilindja“, 26 settembre 1997
- Uno sguardo storico sulle istituzioni scientifiche albanesi. Dalle idee e i primi progetti fino all'anno 1944. " Studi storici Nr 3-4 1998
- "Missione inglese in Fterre" gazzetta "Fterra jone" Nr 2 juli 2001
- “Emigrants involved in approaching and opposing attitudes to the albanian and italian cultures bei
- "The cultural paradoxes, und the influences on emigrants live" by Krahu i shqiponjës 2008